# Bad Mühllacken
Bad Mühllacken ist eine Ortschaft und als Mühllacken eine Katastralgemeinde der Marktgemeinde Feldkirchen an der Donau im Bezirk Urfahr-Umgebung in Oberösterreich. Die Ortschaft hat 328 Einwohner (Stand 1. Jänner 2024).

## Geografie
Das Dorf befindet sich am Eintritt des Pesenbach in das Eferdinger Becken und wird von der Mühllackener Straße erschlossen. Am 1. April 2020 umfasste der Ort 64 Adressen.

## Siedlungsentwicklung
Zum Jahreswechsel 1979/1980 befanden sich in der Katastralgemeinde Mühllacken insgesamt 160 Bauflächen mit 42.544 m² und 181 Gärten auf 341.983 m², 1989/1990 gab es 190 Bauflächen. 1999/2000 war die Zahl der Bauflächen auf 428 angewachsen und 2009/2010 bestanden 215 Gebäude auf 455 Bauflächen.

## Geschichte
Laut Adressbuch von Österreich waren im Jahr 1938 in Bad Mühllacken ein Bäcker, ein Fleischer, drei Gastwirte, zwei Gemischtwarenhändler, eine Geräteerzeuger, eine Mühle mit Sägewerk, ein Schmied und ein Viehhändler ansässig. Weiters war eine Eisenbad- und Wasserheilanstalt im Besitz des Karmeliterordens verzeichnet.

## Bodennutzung
Die Katastralgemeinde ist land- und forstwirtschaftlich geprägt. 188 Hektar wurden zum Jahreswechsel 1979/1980 landwirtschaftlich genutzt und 241 Hektar waren forstwirtschaftlich geführte Waldflächen. 1999/2000 wurde auf 173 Hektar Landwirtschaft betrieben und 264 Hektar waren als forstwirtschaftlich genutzte Flächen ausgewiesen. Ende 2018 waren 156 Hektar als landwirtschaftliche Flächen genutzt und Forstwirtschaft wurde auf 267 Hektar betrieben. Die durchschnittliche Bodenklimazahl von Mühllacken beträgt 34,6 (Stand 2010).

## Sehenswertes
- Schloss Mühllacken, Kneippkurhaus der Marienschwestern Bad Mühllacken
- Kräutergarten Bad Mühllacken, Gartenanlage
- Burgruine Oberwallsee, im 14. Jahrhundert errichtet und um 1600 zum Schloss ausgebaut; heute verfallen